# Средишњи Јиланд
Покрајина Средишњи Јиланд (дан. Region Midtjylland), или покрајина Средишња Данска, је једна од 5 покрајина Краљевине Данске, смештена у средишњем и западном делу државе. Управно седиште покрајине је град Виборг, док је највећи град Орхус.

## Положај и границе покрајине
Средишња Данска обухвата средишњи и западни део Данске и махом се простире на копну, а мање на острвима. Границе округа су:
- север: Северна Данска,
- исток: мореуз Категат,
- југ: Јужна Данска,
- запад: Северно море

## Природни услови
Покрајина Средишња Данска је претежно на копну, тј. на полуострву Јиланд, док је малим источним делом на више мањих острва. Највеће острво од њих је Самсе, а Анхолт је познат по истуреном положају у оквиру мореуза Категата. Западна обала (Северно море) је такође разуђена, али је у виду лагуна и приобалних превлака.
И копнени и острвски део је равничарски, надморске висине до 100 м (север покрајине). Међутим, овде се налази и највиша тачка државе, Мелехеј (170 м). На датом подручју нема значајнијих водотока, а постоји много малих језера ледничког порекла. У приобалном подручју има доста мочвара, док је већи део под пољопривредним узгојем.

## Становништво
По последњем попису из 2010. године у покрајини Средишња Данска живи преко 1,2 милиона становника. Већина становника су етнички Данци, а становништво је више рурално него што је просек за целу државу.
Густина насељености покрајине је близу 95 ст./км², што је осетно мање од државног просека (127 ст./км²). Источни део копна је боље насељен него западни део и мања острва.

## Општине и градови
Општине: У Средишњој Данској постоји 19 општина:
| - Виборг - Икаст-Бранде - Лемвиг - Нордјурс - Одер - Орхус - Рандерс | - Рингкебинг-Скјерн - Самсе - Силкеборг - Скандерборг - Скиве - Струер | - Сидјурс - Фаврсков - Хеденстед - Хернинг - Холстербро - Хорсенс |

Градови: Значајни градови у покрајини су:
- Орхус
- Рандерс
- Хорсенс
- Хернинг
- Силкеборг
- Виборг (главни град)
- Холстербро